# محمد الجبور
محمد الجبور (15 سبتمبر 1944) هو لاعب رماية رياضي أردني. شارك في الألعاب الأولمبية الصيفية لعام 1980 والألعاب الأولمبية الصيفية عام 1984. 